# Dorrit Hoffleit
Ellen Dorrit Hoffleit, ameriška astronomka, * 12. marec 1907, Florence, Alabama, ZDA, † 9. april 2007, New Haven, Connecticut, ZDA.

## Življenje in delo
Hoffleitova je bila raziskovalna astronomka na Univerzi Yale. Doktorirala je iz astronomije leta 1938 na Kolidžu Radcliffe v Cambridgeu, Massachusetts. Začela je kot raziskovalna asistentka na Observatoriju Kolidža Harvard (HCO) leta 1929. Leta 1948 je bila astronomka na Univerzi Harvard. Tu je ostala do leta 1956, ko se je preselila na Yale, kjer je bila do svoje upokojitve leta 1975.
Izdala je Katalog svetlih zvezd (Bright Star catalogue), izvleček podatkov za 9110 najsvetlejših zvezd. Sodelovala je tudi pri izdaji Splošnega kataloga trigonometričnih zvezdnih paralaks (The General Catalogue of Trigonometric Stellar Parallaxes). Ta katalog vsebuje natančne meritve razdalj do 8112 zvezd in je pomemben za razumevanje kinematike krajevne Galaksije, ter razvoja zvezd v Sončevi soseščini.
Skupaj Harlanom Smithom je odkrila optično spremenljivost prvega odkritega kvazarja 3C 273.
Nekaj časa je bila predstojnica Observatorija Marie Mitchell v Nantucketu, Massachusetts, ustanovljenem leta 1908.

## Priznanja

### Nagrade
Leta 1988 je Ameriško astronomsko društvo (AAS) podelilo Hoffleitovi nagrado Georgea Van Biesbroecka za njeno življenjsko delo.

### Poimenovanja
Po njej so ob njeni osemdesetletnici poimenovali asteroid 3416 Dorrit, ki ga je odkril Reinmuth 8. novembra 1931 v Heidelbergu.